# بيركهولدرية دلبوثية
بيركهولدرية دلبوثية (الاسم العلمي: Burkholderia gladioli) هي نوع من البكتيريا، سلبية الغرام، تتبع جنس البيركهولدرية.